# Presto Tour
Presto Tour è il tredicesimo tour ufficiale della band canadese Rush.

## Storia
A distanza di circa un anno e mezzo dall'ultimo tour, i Rush riprendono l'attività live con un tour promozionale per il nuovo album Presto. Il tour, relativamente breve (66 date, delle quali 2 cancellate ed una di prova), interessa solamente il Nord America.
Il principale gruppo spalla al seguito dei Rush sono i Mr. Big, alcune date sono invece aperte dai Voivod o dai Chalk Circle.
Durata approssimativa dello show: 120/130 minuti.
Anche per questa tournée i Rush si impegnano per aggiornare e migliorare le apparecchiature impiegate in concerto; la tournée si rivela essere ancora una volta un successo, fruttando al trio 16 milioni di dollari derivati dalla vendita di biglietti e dal merchandising, mentre i concerti richiamano complessivamente oltre 650.000 persone.
Anche il Presto Tour ha il Tourbook abbinato; come sempre il libretto contiene informazioni riguardanti la genesi del nuovo album, descritte da Neil Peart, fotografie, informazioni sulla crew al seguito del tour, e schede sui singoli componenti del gruppo.

## Formazione
- Geddy Lee – basso elettrico, voce, tastiere, bass pedals
- Alex Lifeson – chitarra elettrica, chitarra acustica, bass pedals, cori
- Neil Peart – batteria, percussioni, percussioni elettroniche

## Scaletta
La scaletta di questo tour subisce alcune modifiche: nelle prime 6 date il pezzo Show Don't Tell precede Superconductor, successivamente l'ordine viene invertito. Nei primi 2 mesi ad aprire i bis c'è The Big Money, da aprile il brano viene rimpiazzato da The Spirit of Radio.
In apertura dello show viene proposto un video tratto da A Show of Hands; in chiusura i Rush inscenano un divertente siparietto sulla melodia di Wipe Out, pezzo strumentale del '63 dei californiani Surfaris.
- Introduzione (video da A Show of Hands)
- Force Ten
- Freewill
- Distant Early Warning
- Time Stand Still
- Subdivisions
- Marathon
- Red Barchetta
- Superconductor
- Show Don't Tell (prima di Superconductor fino al 22 febbraio)
- The Pass
- Closer to the Heart
- Manhattan Project
- Xanadu
- YYZ
- The Rhythm Method (assolo di batteria)
- Scars
- War Paint
- Mission
- Tom Sawyer
- bis: The Big Money (fino al 31 marzo)
- bis: The Spirit of Radio (a partire dal 2 aprile)
- bis: 2112 (Overture)
- bis: La Villa Strangiato
- bis: In The Mood / Wipe Out

## Date
Calendario completo del tour
| Data             | Città             | Paese                 | Luogo                        | Note                   |
| ---------------- | ----------------- | --------------------- | ---------------------------- | ---------------------- |
| 15 febbraio 1990 | Greenville        | Stati Uniti d'America | Memorial Auditorium          | data di prova          |
| 17 febbraio 1990 | Greenville        | Stati Uniti d'America | Memorial Auditorium          |                        |
| 19 febbraio 1990 | Jacksonville      | Stati Uniti d'America | Memorial Coliseum            |                        |
| 20 febbraio 1990 | Saint Petersburg  | Stati Uniti d'America | Bayfront Center              |                        |
| 22 febbraio 1990 | Miami             | Stati Uniti d'America | Miami Arena                  |                        |
| 23 febbraio 1990 | Orlando           | Stati Uniti d'America | Orlando Arena                |                        |
| 25 febbraio 1990 | New Orleans       | Stati Uniti d'America | Lakefront Arena              |                        |
| 26 febbraio 1990 | Houston           | Stati Uniti d'America | The Summit                   |                        |
| 28 febbraio 1990 | San Antonio       | Stati Uniti d'America | Convention Center Arena      |                        |
| 1º marzo 1990    | Dallas            | Stati Uniti d'America | Reunion Arena                |                        |
| 3 marzo 1990     | Kansas City       | Stati Uniti d'America | Kemper Arena                 |                        |
| 5 marzo 1990     | Saint Louis       | Stati Uniti d'America | The Arena                    |                        |
| 6 marzo 1990     | Cincinnati        | Stati Uniti d'America | Riverfront Coliseum          |                        |
| 8 marzo 1990     | Auburn Hills      | Stati Uniti d'America | The Palace                   |                        |
| 9 marzo 1990     | Auburn Hills      | Stati Uniti d'America | The Palace                   |                        |
| 20 marzo 1990    | Edmonton          | Canada                | Northlands Coliseum          |                        |
| 21 marzo 1990    | Calgary           | Canada                | Calgary Saddledome           |                        |
| 23 marzo 1990    | Vancouver         | Canada                | Pacific Coliseum             |                        |
| 24 marzo 1990    | Portland          | Stati Uniti d'America | Memorial Coliseum            |                        |
| 26 marzo 1990    | Seattle           | Stati Uniti d'America | Seattle Center Coliseum      |                        |
| 28 marzo 1990    | Sacramento        | Stati Uniti d'America | ARCO Arena                   |                        |
| 30 marzo 1990    | Oakland           | Stati Uniti d'America | Oakland Coliseum             |                        |
| 31 marzo 1990    | Oakland           | Stati Uniti d'America | Oakland Coliseum             |                        |
| 2 aprile 1990    | Los Angeles       | Stati Uniti d'America | Great Western Forum          |                        |
| 3 aprile 1990    | Los Angeles       | Stati Uniti d'America | Great Western Forum          |                        |
| 5 aprile 1990    | San Diego         | Stati Uniti d'America | Sports Arena                 |                        |
| 7 aprile 1990    | Costa Mesa        | Stati Uniti d'America | Pacific Amphitheater         |                        |
| 8 aprile 1990    | Phoenix           | Stati Uniti d'America | Veterans Memorial Coliseum   |                        |
| 19 aprile 1990   | Rockester         | Stati Uniti d'America | War Memorial                 | annullata per malattia |
| 20 aprile 1990   | East Rutherford   | Stati Uniti d'America | Meadowlands Arena            |                        |
| 22 aprile 1990   | Uniondale         | Stati Uniti d'America | Nassau Coliseum              |                        |
| 24 aprile 1990   | Filadelfia        | Stati Uniti d'America | The Spectrum                 |                        |
| 25 aprile 1990   | East Rutherford   | Stati Uniti d'America | Meadowlands Arena            |                        |
| 27 aprile 1990   | Filadelfia        | Stati Uniti d'America | The Spectrum                 |                        |
| 28 aprile 1990   | Rockester         | Stati Uniti d'America | War Memorial                 |                        |
| 1º maggio 1990   | Atlanta           | Stati Uniti d'America | The Omni                     |                        |
| 2 maggio 1990    | Charlotte         | Stati Uniti d'America | Charlotte Coliseum           |                        |
| 4 maggio 1990    | Richmond          | Stati Uniti d'America | Richmond Coliseum            |                        |
| 5 maggio 1990    | Largo             | Stati Uniti d'America | Capital Centre               |                        |
| 7 maggio 1990    | Providence        | Stati Uniti d'America | Civic Center                 |                        |
| 8 maggio 1990    | Hartford          | Stati Uniti d'America | Hartford Civic Center        |                        |
| 10 maggio 1990   | Worcester         | Stati Uniti d'America | The Centrum                  |                        |
| 11 maggio 1990   | Worcester         | Stati Uniti d'America | The Centrum                  |                        |
| 13 maggio 1990   | Québec            | Canada                | Colisee De Québec            |                        |
| 14 maggio 1990   | Montréal          | Canada                | The Forum                    |                        |
| 16 maggio 1990   | Toronto           | Canada                | Maple Leaf Gardens           |                        |
| 17 maggio 1990   | Toronto           | Canada                | Maple Leaf Gardens           |                        |
| 1º giugno 1990   | Old Orchard Beach | Stati Uniti d'America |                              | data cancellata        |
| 2 giugno 1990    | Albany            | Stati Uniti d'America | Knickerbocher Arena          |                        |
| 4 giugno 1990    | Baltimora         | Stati Uniti d'America | Baltimore Arena              |                        |
| 5 giugno 1990    | Hampton           | Stati Uniti d'America | Hampton Coliseum             |                        |
| 7 giugno 1990    | Pittsburgh        | Stati Uniti d'America | Civic Arena                  |                        |
| 8 giugno 1990    | Richfield         | Stati Uniti d'America | Richfield Coliseum           |                        |
| 10 giugno 1990   | Cuyahoga Falls    | Stati Uniti d'America | Blossom Music Center         |                        |
| 11 giugno 1990   | Cincinnati        | Stati Uniti d'America | Riverbend Music Center       |                        |
| 13 giugno 1990   | Columbus          | Stati Uniti d'America | Cooper stadium               |                        |
| 14 giugno 1990   | Noblesville       | Stati Uniti d'America | Deercreek Amphitheater       |                        |
| 16 giugno 1990   | East Troy         | Stati Uniti d'America | Alpine Valley Music Theatre  |                        |
| 17 giugno 1990   | East Troy         | Stati Uniti d'America | Alpine Valley Music Theatre  |                        |
| 19 giugno 1990   | Bloomington       | Stati Uniti d'America | Met Center                   |                        |
| 20 giugno 1990   | Omaha             | Stati Uniti d'America | Civic Auditorium Arena       |                        |
| 22 giugno 1990   | Englewood         | Stati Uniti d'America | Fiddler's Green Amphitheatre |                        |
| 24 giugno 1990   | Salt Lake City    | Stati Uniti d'America | Salt Palace Center           |                        |
| 26 giugno 1990   | Sacramento        | Stati Uniti d'America | Cal Expo                     |                        |
| 27 giugno 1990   | Mountain View     | Stati Uniti d'America | Shoreline Amphitheatre       |                        |
| 29 giugno 1990   | Irvine            | Stati Uniti d'America | Irvine Meadows Amphitheatre  |                        |

All'elenco sopra esposto va aggiunto un evento particolare non incluso nel calendario del tour:
- 15 settembre 1990: North Ranch Country Club (Music & Tennis Festival), Westlake Village (California) (Stati Uniti d'America), con la partecipazione di Alex Lifeson e Geddy Lee.

## Documentazione
Riguardo al Presto Tour sono reperibili le seguenti testimonianze audiovisive e cartacee:
- da Time Stand Still (documentario): Live from the Rabbit Hole, concerto non completo (12 pezzi), Auburn Hills, 8 marzo 1990
- Presto Tourbook.